# Сюрзюр
Сюрзюр (фр. Surzur) — коммуна на северо-западе Франции, находится в регионе Бретань, департамент Морбиан, округ Ван, кантон Сене. Расположена в 13 км к юго-востоку от Вана, в 3 км от национальной автомагистрали N165. На юге территория коммуны выходит на побережье риа Бискайского залива Ривьера Пенерф (фр. Rivière de Penerf), образуемой слиянием рек Сарзо,Эпине и Пенерф.
Население (2019) — 4 724 человека.

## Достопримечательности
- Церковь Святого Симфориана XVI—XIX веков
- Часовня Святой Елены XVI—XIX веков
- Особняк Коанно XVI века, перестроенный в начале XX века; частная собственность
- Шато Грего XV века, перестроенный в XVII веке; частная собственность

## Экономика
Структура занятости населения:
- сельское хозяйство — 8,2 %
- промышленность — 9,5 %
- строительство — 13,8 %
- торговля, транспорт и сфера услуг — 38,0 %
- государственные и муниципальные службы — 30,5 %

Уровень безработицы (2018) — 10,0 % (Франция в целом — 13,4 %, департамент Морбиан — 12,1 %). 

Среднегодовой доход на 1 человека, евро (2018) — 23 820 (Франция в целом — 21 730, департамент Морбиан — 21 830).

## Демография
Динамика численности населения, чел.

## Администрация
Пост мэра Сюрзюра с 2020 года занимает Ноэль Шено (Noëlle Chenot). На муниципальных выборах 2020 года возглавляемый ею правый блок одержал победу в 1-м туре, получив 67,44 % голосов.
| Период | Период | Фамилия         | Партия        | Примечания                                            |
| ------ | ------ | --------------- | ------------- | ----------------------------------------------------- |
| 1977   | 1989   | Марсель Ле Неве | Разные правые |                                                       |
| 1989   | 1992   | Мишлин Кева     |               |                                                       |
| 1992   | 2001   | Люсьен Дармур   |               |                                                       |
| 2001   | 2014   | Марсель Ле Неве | Разные правые | бывший главный казначей Государственного казначейства |
| 2014   | 2020   | Мишель Надо     | Разные правые | работник банка, член Совета департамента              |
| 2020   |        | Ноэль Шено      | Разные правые |                                                       |